# Foxup
Foxup – osada w Anglii, w hrabstwie North Yorkshire, w dystrykcie (unitary authority) North Yorkshire. Leży 78 km na zachód od miasta York i 329 km na północny zachód od Londynu.